# Ermita de Sant Roc (Paüls)
L'ermita de Sant Roc és situada al terme municipal de Paüls, comarca del Baix Ebre, a uns tres quilòmetres del poble, als contraforts nord orientals dels Ports de Tortosa Beseit, dins l'àrea recreativa de Sant Roc. Més que tenir grans qualitats arquitectòniques, té el seu atractiu en el meravellós espai natural que l'envolta.

## Descripció

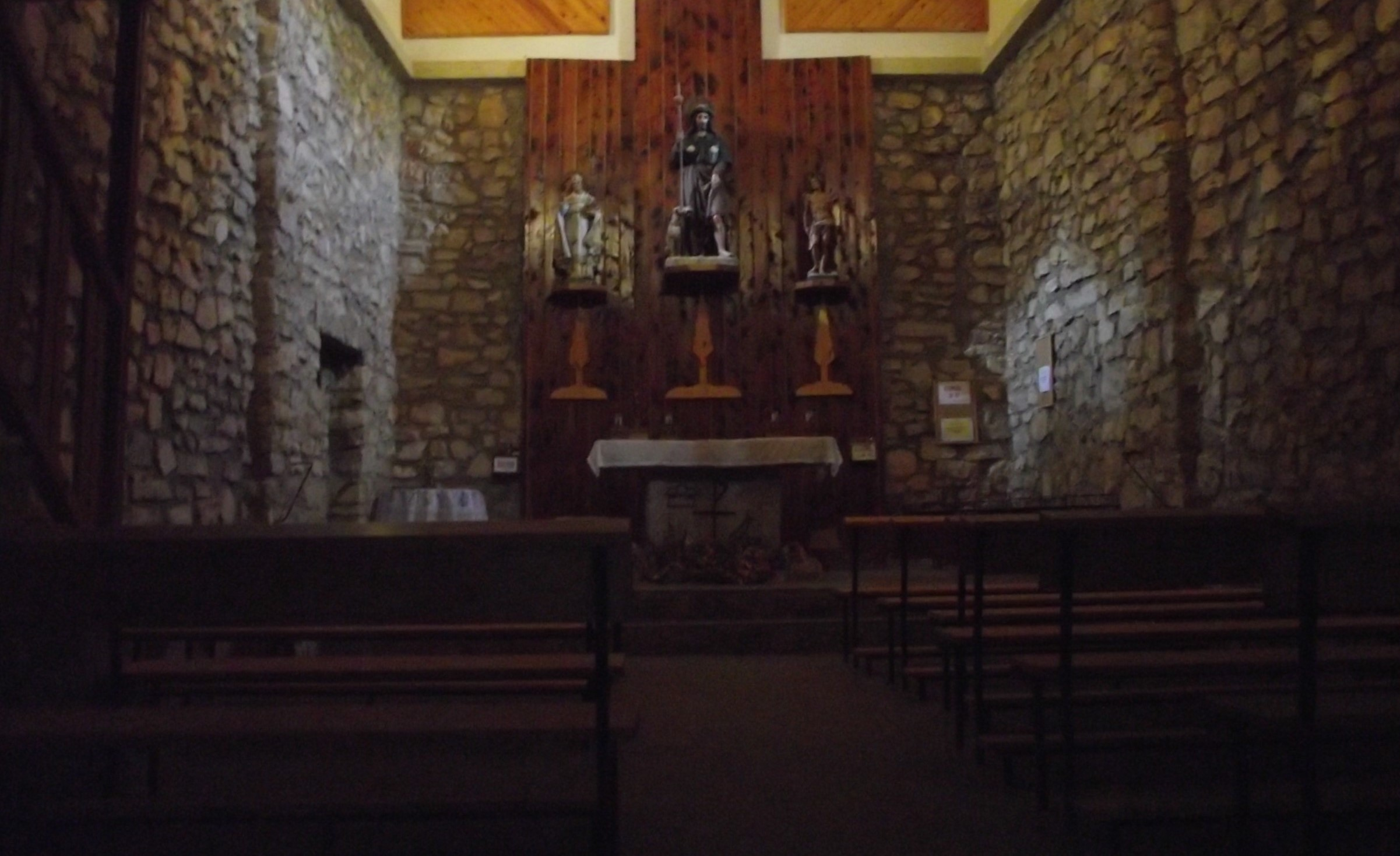
Interior de l'ermita

Edifici senzill, de planta rectangular i coberta de teula de dues aigües, amb contraforts exteriors (3 per banda). Murs de maçoneria ordinària. La façana conté la porta, d'arc de mig punt adovellat, amb un buit circular a sobre i rematada per una petita espadanya. La coberta ha estat arreglada recentment i és suportada per dos arcs de mig punt de maó vist. L'interior està amb les parets de pedra vista i amb dos grans arcs de semiogiva que aguanten la teulada de l'edifici. Un altar de pedra i un retaule de fusta amb les talles dels sants que reben la devoció dels paülsencs i paülsenques: sant Roc, sant Sebastià i sant Fabià. Un cor, reconstruït recentment de fusta, completa l'indret d'una manera senzilla, però elegant.

## Entorn

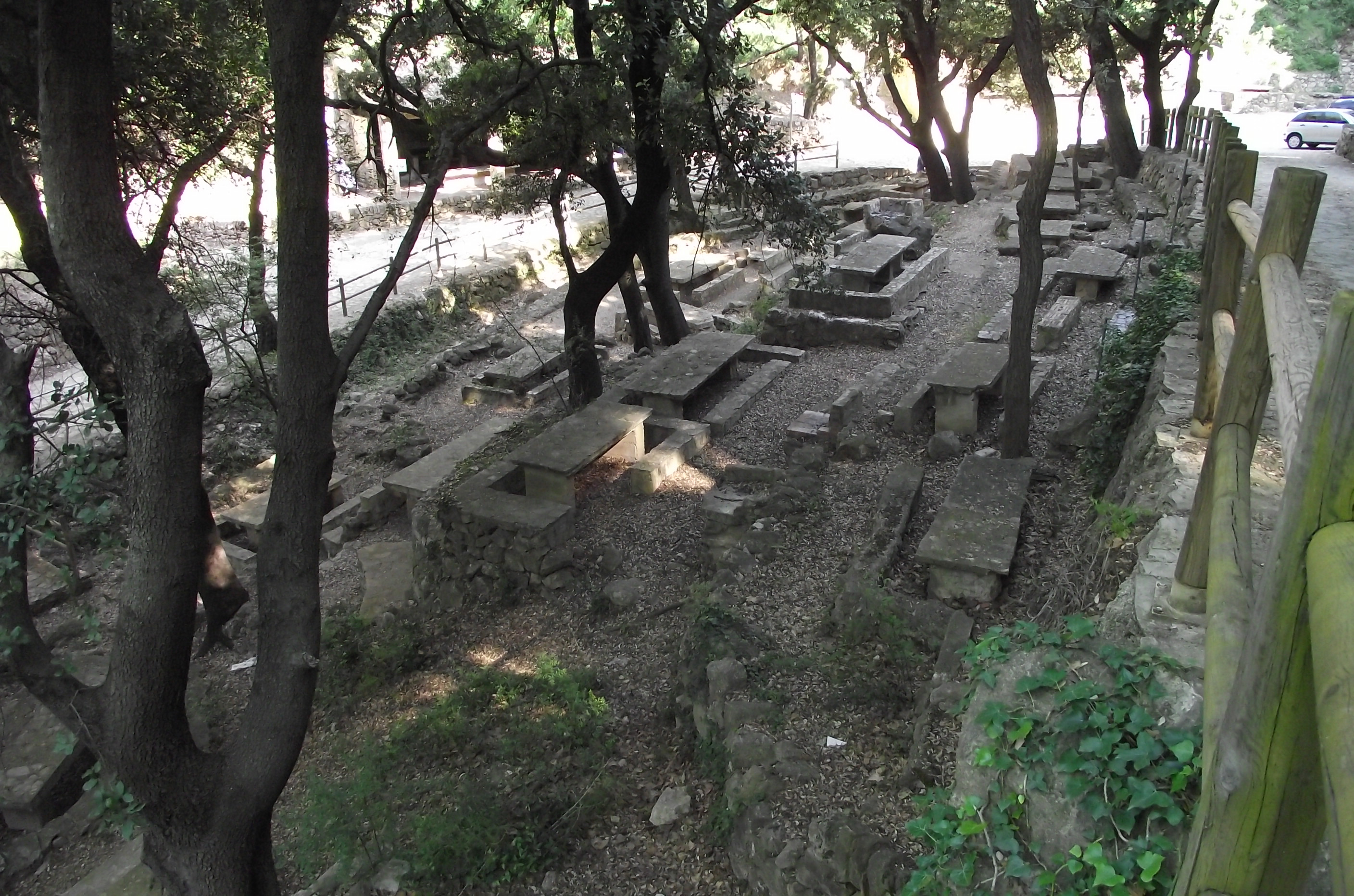
Corros al voltant de l'ermita

Lloc de gran interès natural i paisatgístic, amb pins, carrasques, xiprers, àlbers, aurons (a Paüls se'n diu "orons") centenaris, d'extraordinàries dimensions, sense comparança als seus voltants, que regalen a l'indret una ombra envejable i una font amb setze sortidors, on la mà humana ha sabut conjugar una harmonia idíl·lica amb la natura. Els treballs de pedra seca en la construcció de marges que formen uns petits carrers són una mostra privilegiada de l'arquitectura tradicional del nostre país. Dins uns espais familiars anomenats corros, formats per una taula de pedra, envoltats per unes altres pedres més petites que fan de cadires. Aquests "corros" corresponen un a cada família del poble, que en gaudeix l'exclusivitat el dia 16 d'agost, que se celebra la festa de Sant Roc en el recinte del bosc; també hi tenen dret el dia de celebració de la festa de Sant Antoni, al gener; i el dia de la Mona. Una font, amb setze brolladors, complementa el paisatge i dona riquesa a l'indret.